# Michael Buchleitner
Michael Buchleitner (ur. 14 października 1969 w Mödling) – austriacki lekkoatleta specjalizujący się w biegach długodystansowych. Trzykrotny uczestnik igrzysk olimpijskich (Barcelona, Sydney, Ateny), wielokrotny uczestnik mistrzostw Europy i świata, dwukrotny medalista uniwersjady.
Mąż Ellen Buchleitner, również austriackiej lekkoatletki i olimpijki.

## Przebieg kariery
Przez większość kariery sportowej uczestniczył w konkursach biegu na 3000 m z przeszkodami. W 1988 uczestniczył w mistrzostwach świata juniorów, na których swój występ zakończył w fazie eliminacji. Cztery lata później wziął udział w halowych mistrzostwach Europy w Genui, również tam odpadł w eliminacjach.
Na igrzyskach olimpijskich w Barcelonie odpadł w fazie eliminacji, zajmując w niej 8. miejsce z rezultatem czasowym 8:40,46.
Rok po olimpijskich zmaganiach otrzymał złoty medal uniwersjady. W 1994 roku startował na mistrzostwach Europy rozegranych zarówno na stadionie, jak i w hali – na tych drugich awansował do finału, w którym zajął 5. miejsce. Trzy lata później otrzymał drugi medal uniwersjady, tym razem wywalczył brązowy krążek.
W 2000 roku po raz drugi w karierze wziął udział w igrzyskach olimpijskich, tym razem wystąpił w konkurencji maratonu. Zmagania w tej konkurencji zakończył na 33. miejscu, uzyskując rezultat czasowy 2:19:26. Na halowych mistrzostwach Europy w Wiedniu ponownie udało mu się wejść do finału zmagań tej rangi, zajmując w nim 5. miejsce (startował w konkurencji biegu na 3000 m). W swym trzecim występie olimpijskim, który miał miejsce w Atenach, również wystąpił w konkurencji maratonu – zmagania ukończył na 28. miejscu z wynikiem czasowym 2:19:19.

## Osiągnięcia
| Rok     | Zawody                                    | Miasto          | Miejsce | Konkurencja                   | Wynik   |
| ------- | ----------------------------------------- | --------------- | ------- | ----------------------------- | ------- |
| 1988    | Mistrzostwa świata juniorów               | Greater Sudbury | 7. H    | bieg na 3000 m z przeszkodami | 9:18,29 |
| 1992    | Halowe mistrzostwa Europy                 | Genua           | 7. H    | bieg na 3000 m z przeszkodami | 7:58,79 |
| 1992    | Igrzyska olimpijskie                      | Barcelona       | 8. H    | bieg na 3000 m z przeszkodami | 8:40,46 |
| 1993    | Uniwersjada                               | Buffalo         | złoto   | bieg na 3000 m z przeszkodami | 8:30,82 |
| 1993    | Mistrzostwa świata                        | Stuttgart       | 10.     | bieg na 3000 m z przeszkodami | 8:25,88 |
| 1994    | Halowe mistrzostwa Europy                 | Paryż           | 5.      | bieg na 3000 m z przeszkodami | 7:56,47 |
| 1994    | Mistrzostwa Europy                        | Helsinki        | 6. H    | bieg na 3000 m z przeszkodami | 8:33,90 |
| 1997    | Puchar Europy (I liga)                    | Dublin          | brąz    | bieg na 3000 m z przeszkodami | 8:44,60 |
| 1997    | Mistrzostwa świata                        | Ateny           | 7. SF   | bieg na 3000 m z przeszkodami | 8:26,22 |
| 1997    | Uniwersjada                               | Katania         | brąz    | bieg na 3000 m z przeszkodami | 8:28,92 |
| 1998    | Mistrzostwa Europy                        | Budapeszt       | 8. SF   | bieg na 3000 m z przeszkodami | 8:31,54 |
| 1998    | Mistrzostwa Europy w biegach przełajowych | Ferrara         | 34.     | mężczyźni, ind.               | 29:16   |
| 1999    | Mistrzostwa świata                        | Sewilla         | 6. H    | bieg na 3000 m z przeszkodami | 8:20,04 |
| 2000    | Igrzyska olimpijskie                      | Sydney          | 33.     | maraton                       | 2:19:26 |
| 2002    | Halowe mistrzostwa Europy                 | Wiedeń          | 5.      | bieg na 3000 m                | 7:54,39 |
| 2004    | Igrzyska olimpijskie                      | Ateny           | 29.     | maraton                       | 2:19:19 |
| Źródło: |                                           |                 |         |                               |         |

W dorobku ma również cztery tytuły mistrza Austrii, w tym trzykrotnie zdobywał halowy tytuł mistrzowski.

## Rekordy życiowe
- bieg na 1500 m – 3:40,15 (2 sierpnia 1999, Malmö)
- bieg na 3000 m – 7:54,61 (24 sierpnia 1997, Kolonia)
- bieg na 5000 m – 13:42,15 (19 sierpnia 2000, Solihull)
- bieg na 10 000 m – 28:18,58 (22 lipca 2000, Watford)
- bieg na 3000 m z przeszkodami – 8:20,04 (21 sierpnia 1999, Sewilla)
- chód na 10 km – 28:58 (20 marca 2004, Drezno)
- półmaraton – 1:02:39 (10 kwietnia 2004, Paderborn)
- maraton – 2:12:43 (25 kwietnia 1999, Hamburg)
- sztafeta 4 × 1500 m – 15:45,21 (26 maja 1993, Wiedeń)

Halowe
- bieg na 1500 m – 3:41,76 (6 lutego 1994, Wiedeń)
- bieg na 1 milę – 3:54,28 (1 marca 1994, Karlsruhe)
- bieg na 3000 m – 7:49,37 (13 lutego 2000, Wiedeń)

Źródło: 